# 도재욱
도재욱(1989년 10월 6일 ~ )은 대한민국의 전직 스타크래프트, 스타크래프트 II 프로게이머로, SK 텔레콤 T1 소속의 프로토스 유저였다. 길드는 WHITE 소속이다
현재 Best[WHITE] , Ataek , DoJae[WHITE]라는 아이디를 쓴다.
2006년 하반기 드래프트에서 SK텔레콤 T1의 2차 지명으로 입단하였다. 스타1에 비해 스타2에서 좋은 기량을 선보이는 프로게이머 중 한명으로 손꼽혔다.
2013년 9월 26일에 육군 훈련소로 입소해서 기초군사훈련을 받은 뒤 사회복무요원으로 복무를 마친 상태이다. 당시 인터뷰에 의하면 공식적인 은퇴는 아니나, '군 복무 후 복귀는 사실 상 힘들거다.'라고 답변해 사실상 프로게이머를 은퇴한 것으로 보였다가 지금은 아프리카TV BJ로 활동하는 중이다

## 서론
남다른 생산력에서 비롯된 막대한 물량을 바탕으로 '괴수', '도물량' 등의 별명을 얻었으며, 장래 희망이 슈퍼마켓 주인이라는 멘트에서 유래된 '슈퍼토스'란 닉네임도 가지고 있다. 난전과 동시에 이루어지는 병력 생산, 다수의 멀티를 운용하면서도 자원을 남기지 않는 꼼꼼한 플레이는 도재욱의 트레이드 마크다. 강력한 대 테란전에 비해 저그전이 취약하다는 약점을 가지고 있다.
2006년에 펼쳐진 WCG 한국예선에 아마추어 자격으로 참여하여, 2005년도 우승자인 이재훈을 꺾고 올라가는 파란을 일으키며 이름을 알린 도재욱은, 2008년 초, 첫 진출한 메이저 대회였던 박카스 스타리그 2008에서 8강에 올랐고, 연이어 진출한 EVER 스타리그 2008에선 준우승을 기록하는 등 가파른 성장세를 보이고 있었다.
신한은행 프로리그 2008에서도 소속팀의 주축 프로토스로서 크게 활약했으며(12승 3패), 특히 2008 시즌 프로토스전 14연승을 기록하였다. (비공식전 포함시 18연승)
인크루트 스타리그 2008 4강에서 송병구에게 3:1로 패하며 탈락했고, 같이 결승 진출이 좌절된 김준영보다 대회 승률(인크루트 스타리그 16강부터 4강까지의 승률)이 높아 3번시드를 획득하였다. 온게임넷 스타리그에는 선전을 거두고 있지만 MSL에서는 서바이버 예선도 뚫지 못하며 부진을 겪고 있었다. 그러나 2009년 10월 15일 MSL 제도 변경 때문에 시드로 있던 도재욱은 서바이버 토너먼트에서 임진묵을 이기고 김재춘을 이겨 생애 최초로 MSL 본선 진출에 성공했다. 이후 8강까지 진출하며 기세를 올렸으나 8강에서는 상대전적에서 앞서던 이영호에게 0:3 셧아웃을 당했다.
SK플래닛 프로리그 시즌1에서 그동안 자신의 발목을 붙잡아온 저그전을 어느정도 극복해내며, 저그를 상대로 많은 승리를 하였었다. 하지만 가장 중요한 경기에서는 저그를 이기지 못했고, 그동안 잘하던 테란전과 토스전에서 다소 부진한 모습을 보여주기도 했다.

## PvsZ 최초의 리버스 스윕
5판 3선승 다전제에서 0:2로 몰리던 선수가 내리 3세트를 따내며 3:2로 역전승하는 것을 리버스 스윕이라 한다. 10년 가까운 역사를 가진 스타크래프트 리그에서 리버스 스윕 경기가 나온 경우는 매우 드문데, 아이옵스 스타리그 준결승에서 이윤열(당시 팬택)이 박태민(당시 GO)에게, So1 스타리그 준결승에서 임요환(SKT T1)이 박지호(당시 P.O.S)에게, Daum 스타리그 결승에서 김준영(당시 한빛 스타즈)이 변형태(CJ 엔투스)에게 두 세트를 내주고도 3:2로 역전승한 것이 대표적 사례다 또 많이 알려진경기는아니지만 2002년 kpga투어2차결승전에서 이윤열이 홍진호를 상대로 2경기를 뒤지고있다가 3,4,5경기를따내며 승리를 거둔 일이나 KT-KTF 프리미어리그 2004 시즌에 홍진호가 차재욱을 상대로 0:2에서 3:2로 역전승한 경기가 있다.당시 개인리그에는1,5경기에 쓰이는 맵이 달라서 어느정도 가능성이 있었는데 요즘 같아서는 거의 불가능한 일이다.
공식전에서 프로토스가 저그를 리버스 스윕으로 꺾은 예는 없었다. (2000년 12월, 온게임넷 왕중왕전 기욤 패트리 대 국기봉 경기에서 리버스 스윕이 나온 바 있으나 이벤트전) 그러던 중 EVER 스타리그 2008 준결승에서 도재욱(SKT T1)이 박찬수(당시 온게임넷 스파키즈 현재 은퇴)를 상대로 2연패 후 내리 3연승을 거두면서, 프로토스로 저그를 리버스 스윕한 최초의 선수로 기록되었다.

## P vs P 연승기록
2008년 4월 18일부터 10월 24일까지, 도재욱은 대프로토스 공식전 14연승, 비공식전 포함 18연승을 기록했다. 도재욱의 이같은 연승 행진은 송병구(삼성전자)에게 인크루트 스타리그 4강 2세트에서 패하며 마감되었다.
역대 특정 종족전 최다연승은 이영호(KT 롤스터)의 대 테란전 22연승이며, 프로토스 동족전의 경우엔 상술한 도재욱의 14연승(비공식전 18연승)이 최고 기록이다. 연승이 끊긴 이후 도재욱의 프로토스전이 예전보다는 많이 하향되었다.
- 2008년 4월 18일 - 도재욱 승 vs 임원기 패 (EVER 스타리그 2008 1차 본선) → 대 토스전 연승행진 시작
- 2008년 5월 18일 - 도재욱 승 vs 한동훈 패 (신한은행 프로리그 2008)
- 2008년 5월 23일 - 도재욱 승 vs 송병구 패 (EVER 스타리그 2008 16강)
- 2008년 5월 28일 - 도재욱 승 vs 허영무 패 (EVER 스타리그 2008 16강)
- 2008년 6월 4일 - 도재욱 승 vs 윤용태 패 (신한은행 프로리그 2008)
- 2008년 6월 9일 - 도재욱 승 vs 박대만 패 (신한은행 프로리그 2008)
- 2008년 6월 13일 - 도재욱 승 vs 박영민 패 (EVER 스타리그 2008 8강 1차전)
- 2008년 6월 20일 - 도재욱 승 vs 박영민 패 (EVER 스타리그 2008 8강 2차전)
- 2008년 6월 21일 - 도재욱 승 vs 김구현 패 (신한은행 프로리그 2008)
- 2008년 6월 24일 - 도재욱 승 vs 허영무 패 (신한은행 프로리그 2008)
- 2008년 7월 5일 - 도재욱 승 vs 이승훈 패 (신한은행 프로리그 2008)
- 2008년 8월 7일 - 도재욱 승 vs 손석희 패 (WCG 2008 국가대표 선발전 16강 1세트)
- 2008년 8월 7일 - 도재욱 승 vs 손석희 패 (WCG 2008 국가대표 선발전 16강 2세트)
- 2008년 8월 12일 - 도재욱 승 vs 허영무 패 (경남 STX컵 마스터즈 2008 준PO)
- 2008년 9월 19일 - 도재욱 승 vs 안기효 패 (인크루트 스타리그 2008 16강)
- 2008년 9월 20일 - 도재욱 승 vs 우정호 패 (SKT T1 vs KTF 매직엔스 라이벌 배틀)
- 2008년 10월 19일 - 도재욱 승 vs 김구현 패 (신한은행 프로리그 08-09)
- 2008년 10월 24일 - 도재욱 승 vs 송병구 패 (인크루트 스타리그 2008 4강 1세트)
- 2008년 10월 24일 - 도재욱 패 vs 송병구 승 (인크루트 스타리그 2008 4강 2세트) → 대 토스전 연승행진 종료

## P vs T 공식전 최다연승 공동 1위
상성인 저그에서는 고전하는 도재욱이지만 테란전에서는 극강의 실력을 과시하며 P vs T 공식전 최다연승 공동 1위를 기록 하고 있다.
송병구와 타이 기록인 12연승을 달성하였으나 2010년 10월 18일에 있었던 신한은행 프로리그 10-11에서 MBC게임 HERO의 염보성과 맞붙었는데 패배하여 아쉽게도 단독 1위의 꿈은 무산이 되었다.
- 2010년 5월 25일 - 도재욱 승 vs 이신형 패 (신한은행 프로리그 09-10 4R) → 대 테란전 연승행진 시작
- 2010년 6월 5일 - 도재욱 승 vs 조병세 패 (신한은행 프로리그 09-10 5R)
- 2010년 6월 8일 - 도재욱 승 vs 박상우 패 (신한은행 프로리그 09-10 5R)
- 2010년 6월 12일 - 도재욱 승 vs 민찬기 패 (신한은행 프로리그 09-10 5R)
- 2010년 6월 17일 - 도재욱 승 vs 전태양 패 (빅파일 서바이버 토너먼트)
- 2010년 6월 27일 - 도재욱 승 vs 신성은 패 (신한은행 프로리그 09-10 5R)
- 2010년 7월 20일 - 도재욱 승 vs 조병세 패 (신한은행 프로리그 09-10 6강 P.O 3차전)
- 2010년 7월 24일 - 도재욱 승 vs 전상욱 패 (신한은행 프로리그 09-10 준P.O 1차전)
- 2010년 7월 25일 - 도재욱 승 vs 박성균 패 (신한은행 프로리그 09-10 준P.O 2차전)
- 2010년 7월 31일 - 도재욱 승 vs 김동건 패 (신한은행 프로리그 09-10 P.O 1차전)
- 2010년 8월 7일 - 도재욱 승 vs 박지수 패 (신한은행 프로리그 09-10 결승전)
- 2010년 10월 16일 - 도재욱 승 vs 이영호 패 (신한은행 프로리그 10-11 1R)
- 2010년 10월 18일 - 도재욱 패 vs 염보성 승 (신한은행 프로리그 10-11 1R) → 대 테란전 연승행진 종료

## 프로리그 개막전 전승
도재욱은 처음 프로게이머로 데뷔한 2007년부터 프로리그 개막전 전승을 기록하였다. 2012년까지 7전 전승 중이며, 상대가 누구든 개막전에서는 모두 이겼다.

## 별명
- 도리야끼 - 일본의 힙합 가수인 MC 노리야끼와 닮은 외모로 인해 붙여진 별명이다. 여담으로, 도재욱은 SK 플래닛 프로리그 시즌 1에서 선수 BGM으로 노리야끼의 음악을 택해 화제가 되기도 했다.
- 도물량 - 평소 플레이 스타일이 생산을 통한 물량전을 만드는 스타일이고, 또한 물량전에서의 실력도 좋아서 붙여진 별명이다.
- 괴수 - '도물량'과 비슷한 맥락의 별명이고 최연성의 괴물이란 별명으로부터 물려 받았다.
- 슈퍼토스 - 도재욱이 인터뷰에서 장래희망이 슈퍼마켓 주인이라고 말해서 붙여진 별명이다.
- 도린이 - 도재욱이 방송을 시작하면서 삐지는 모습을 보고 시청자들이 별명을 붙여준 것이다. 도재욱 + 어린이의 합성어이다.
- 여혐토스 - 도 ㅡㅡㅡㅡ 멘
- 도과리 - 도재욱과 서연지가 윷놀이를할 때 서연지가 도재욱의 말을 잡으면 하는말이다. 도재욱 + 대과리의 합성어이다.

## 주요 선수들과의 전적
도재욱의 사실상 은퇴로 이 전적들은 더 이상 무변(無變)하는 전적들이다.

#### 이영호
도재욱은 다른 프로토스보다 뛰어난 생산력으로 현존 최강테란인 이영호를 상대로 초창기부터 공식전만으로 3번이나 승리를 하였었다. 하지만 NATE MSL 2009 8강에서 3:0으로 져서 개인리그에서 탈락하였다. 그 후 프로리그에서 이영호를 3번이나 제압하며, 이영호에게 강한 모습을 보였었다. SK텔레콤 선수 중 유일하게 상대전적에서 앞섰었으나, 신한은행 프로리그 10-11 결승전에서 이영호에게 2패를 당하면서 상대전적이 뒤집혔다. 하지만 여전히 이영호를 상대로는 강한 프로토스 중의 한명이다. SK플래닛 스타크래프트 프로리그 시즌1 3라운드에서 다시 만났으나 이영호의 전략적인 수에 당해 완패했다. 옥션 스타리그 16강에서 스타2로 처음 만나서도 이영호에게 무기력하게 패배하였고, 그 뒤 SK플래닛 스타크래프트 II 프로리그 12-13 2라운드에서 또 패하며 전적이 공식전 6:10, 비공식전 포함 6:11로 더 벌어졌다.

#### 박영민
신한은행 프로리그 2007 후기리그 2라운드에서 처음 만나 도재욱이 승리, 에버 스타리그 2008 8강 승리, 일주일 뒤 다시 에버 스타리그 2008 8강 승리, 4개월 뒤 신한은행 프로리그 08-09 1라운드에서 다시 만나 승리하였다. 상대전적은 4:0으로 강세.

#### 조병세
상대전적은 공식전만으로는 4:1, 비공식전을 포함해 7:3으로 도재욱이 강세이다. 스타챌린지 2007 시즌2 최종전서 만나 도재욱이 승리, 그러나 TG삼보-인텔 클래식 시즌2 8강에서 1:2로 져서 탈락, 신한은행 프로리그 08-09 4라운드에서는 조병세, 신한은행 프로리그 09-10 3라운드, 신한은행 프로리그 09-10 5라운드, 신한은행 프로리그 09-10 6강 플레이오프 3차전에서는 도재욱이 몽땅 경기를 가져갔으며, 스타리그 2012 시즌2(후에 티빙 스타리그 2012로 확정) 예선 C조 4강에서 2:0으로 승리하였으며, 현재 도재욱은 조병세에 공식전만으로는 3연승, 비공식전까지 포함하면 5연승 중이다.

#### 신동원
신동원에게는 상대전적에서 4:4로 타이다. 신한은행 프로리그 09-10 1라운드에서는 도재욱, 2010 MSL 시즌1 32강 E조 승자전에서는 신동원, 신한은행 프로리그 09-10 4라운드와 신한은행 프로리그 09-10 6강 플레이오프 2차전에서는 도재욱이 2경기 연속으로, 신한은행 프로리그 10-11 3라운드에서는 신동원, SK플래닛 스타크래프트 프로리그 시즌1 2라운드에서는 도재욱이 승리하였다. 그러나 SK플래닛 스타크래프트 프로리그 시즌2 2라운드 CJ전 전반전 2세트에서는 신동원에 패했다. 그리고 플레이오프 CJ전 1차전 후반전 2세트에서 또 패했다.

#### 진영화
진영화에는 3:1로 강세이다. 신한은행 프로리그 09-10 3라운드와 6강 플레이오프 1차전에서는 도재욱이 모두 승리하며 2전 전승중이었지만, 신한은행 프로리그 10-11 4라운드에서 패하면서 전승이 끊겼다. 진영화는 SK플래닛 스타크래프트 프로리그 시즌2부터는 제8게임단 소속. 그 뒤 SK플래닛 스타크래프트 프로리그 시즌2 포스트시즌 준플레이오프 1차전 전반전 2세트에서는 다시 도재욱이 승리. 진영화가 사실상 은퇴해서 이 전적은 더 이상 변함이 없다.

#### 허영무
상대전적은 공식전만으로는 3:2, 비공식전까지 합치면 4:4로 타이다. 신한은행 프로리그 2007 후기리그 1라운드, 그러나 13차 MSL 서바이버 토너먼트 9조 4강에서 0:2 완패 탈락, 에버 스타리그 2008 16강 B조 5경기, 신한은행 프로리그 2008 2라운드까지 공식전만으로는 3전전승이었으며 경남 - STX컵 마스터즈 2008 준플레이오프 삼성전자전 7세트에서도 승리하였으나, SK플래닛 스타크래프트 프로리그 시즌1 1라운드 1경기에서 패배하면서 공식전 전승이 끊겼고, SK플래닛 스타크래프트 II 프로리그 12-13 1라운드 삼성전자전 5세트에서 패하면서 지금의 공식전만에서의 3:2, 비공식전까지 합하면 4:4가 되었다.

#### 이성은
상대전적은 공식전만으로는 4:2, 비공식전까지 포함하면 7:2로 강세. 비공식전이었던 2차 스타챌린지 2007 4강 O조에서 2:0으로 승리, 역시 비공식전인 경남 - STX컵 마스터즈 2008 준플레이오프 삼성전자전 6세트에서도 승리, 공식전에서의 만남은 신한은행 프로리그 08-09 1라운드, 신한은행 프로리그 08-09 2라운드, 신한은행 프로리그 08-09 5라운드, 신한은행 프로리그 10-11 6라운드등 4경기는 도재욱이 승리했고, 신한은행 프로리그 09-10 3라운드, 신한은행 프로리그 10-11 1라운드등 2경기는 이성은이 승리했다. 이성은의 해설자 전향으로 더이상은 맞붙을 수가 없게 되었다.

#### 김동건
삼성전자 소속이었다가 STX로 갔다가 2011년 8월 은퇴한 김동건에게도 강력하였다. 비공식전인 경남 - STX컵 마스터즈 2008 준플레이오프 삼성전자전 5세트에서 승리했으며, 신한은행 프로리그 08-09 1라운드, 신한은행 프로리그 09-10 1라운드, 신한은행 프로리그 09-10 플레이오프 1차전까지 모두 도재욱이 승리하면서 상대전적은 공식전만으로는 3:0, 비공식전까지 합치면 4:0 강세.

#### 김도우
테란전 최강자 도재욱은 유독 김도우에게만큼은 약하다. 상대전적은 0:3으로 밀려 있다. 신한은행 프로리그 09-10 1라운드 이스트로전 3세트에서 김도우에 패했으며, 2011 MSL 서바이버 토너먼트 5조 1경기에서도 김도우에 패배, 2011 서바이버 토너먼트 시즌2 10조 2경기에서도 김도우에 패했다. 참고로 김도우는 테란이었는데 프로토스로 변경했다.

#### 염보성
염보성에게도 약한 모습이다. 상대전적에서 공식전만으로는 2:4, 비공식전까지 합치면 2:5으로 매우 약하다. 2차 스타챌린지 2007 F조 1경기에서는 염보성이 승리, 박카스 스타리그 2008 16강 A조 2경기에서도 염보성이 승리했다. 박카스 스타리그 2008 16강 A조 재경기 3경기에서는 도재욱이 승리, 비공식전인 경남 - STX컵 마스터즈 2008 플레이오프 MBC게임전 6세트에서는 염보성에 패했다. 신한은행 프로리그 10-11 1라운드 SKT전 5세트에서는 다시 염보성이 승리, 신한은행 프로리그 10-11 2라운드 SKT전 7세트에서는 다시 도재욱이 승리, 신한은행 프로리그 10-11 3라운드 MBC게임전 5세트는 다시 염보성이 승리하였다.

#### 신재욱
신재욱과의 전적은 상대전적 공식전만으로는 2:4로 밀리나 비공식전까지 합치면 4:4 타이. 첫만남은 신한은행 프로리그 09-10 4라운드 이스트로전 4세트로 여기서 도재욱에 패했으나, 정확히 한달뒤 대한항공 스타리그 2010 시즌2 예선 K조 결승에서 2:0 승리하며 36강 본선 진출 성공, 한동안 만남이 없다가, SK플래닛 스타크래프트 프로리그 시즌2 1라운드 웅진전 후반전 4세트에서도 도재욱이 승리, 3라운드 웅진전 후반전 3세트에서도 승리하였다. 그러나 SK플래닛 스타크래프트 II 프로리그 12-13 3라운드 웅진전 4세트에서 패하면서 비공식전 포함 신재욱전 4연승이 끊겼다. 그 뒤 5라운드 웅진전 1세트에서 또 패했고 6라운드 웅진전 4세트에서 또 패하면서 현재 신재욱전 3연패 중이다.

#### 박성준
박성준에게도 많이 약하다. 상대전적 공식전만으로는 0:3, 비공식전까지 합치면 0:4 열세. 박성준은 프로토스전이 아주 강한 저그 중 하나였다. 에버 스타리그 2008 결승에서 0:3 셧아웃을 당하며 준우승에 그쳐버렸고 저막임을 인증했다. 이어 비공식전인 올스타 종족 최강전 저그전 1세트에서도 패했다.

#### 강정우
테란전 잘하는 도재욱이지만 강정우에게도 약하다. 상대전적 공식전만으로는 1:0이나, 비공식전까지 합치면 2:4 열세. 비공식전인 15차 MSL 서바이버 토너먼트 예선 14조 4강에서 0:2 완패 탈락, 공식전인 신한은행 프로리그 09-10 2라운드 위메이드전 2세트에서는 그러나 승리, 그러나 다시 비공식전인 스타리그 2011 프로-암 예선 F조 8강에서 1:2로 패하며 탈락했다.

#### 박수범
박수범에게도 약했다. 상대전적 공식전만으로는 1:1이나, 비공식전까지 합치면 1:3 열세. 신한은행 프로리그 09-10 5라운드 MBC게임전 3세트, 박카스 스타리그 2010 예선 M조 결승에서 0:2 패배하며 36강 본선 진출 실패까지 하면서 비공식전까지 합쳐 0:3이었지만, SK플래닛 스타크래프트 프로리그 시즌1 3라운드 제8게임단전 3세트에서 승리하면서 전패를 끊었다. 박수범의 은퇴로 이 전적은 변함없다.

#### 박대호
박대호에게도 약하다. 신한은행 프로리그 10-11 5라운드 삼성전자전 2세트에서 패배, SK플래닛 스타크래프트 프로리그 시즌1 2라운드 삼성전자전 1세트에서도 패배, SK플래닛 스타크래프트 프로리그 시즌2 2라운드 삼성전자전 전반전 3세트에서도 패했다. 이로써 상대전적 0:3 무승.

#### 김재훈
김재훈과의 전적은 공식전만으로는 1:1이나, 비공식전까지 합치면 3:1 강세다. 신한은행 프로리그 08-09 3라운드 MBC게임전 2세트에서 도재욱 승리, 그러나 SK플래닛 스타크래프트 프로리그 시즌1 2라운드 제8게임단전 3세트에서는 김재훈에 패배, 비공식전인 스타리그 2012 시즌2 예선 H조 4강에서 2:0으로 승리했다.

#### 고인규
고인규와는 같이 SK Telecom T1에서 지냈던 동료. 같은팀동료일때는 MSL에서 만난 적도 있었고, 공군에 입대한 뒤로도 만났었다. 만남을 보면 네이트 MSL 2009 16강 A조 1경기에서 만나서 승리, 아흐레 뒤인 다시 같은 데인 16강 A조 2경기서 만나서 또 승리, SK플래닛 스타크래프트 프로리그 시즌2 2라운드 공군전 후반전 1세트에서도 만나서 승리했다. 이로써 상대전적은 3:0 강세.

#### 김기현
김기현과의 전적은 공식전만으로는 2:1, 비공식전까지 합치면 4:1로 더 크게 앞선다. 비공식전인 2009 MSL 서바이버 토너먼트 시즌1 1조 8강에서 2:0으로 승리하였으며, 공식전에서의 첫만남은 신한은행 프로리그 10-11 4라운드 삼성전자전 1세트로 여기서는 김기현에 패했다. 하지만 SK플래닛 스타크래프트 프로리그 시즌1 3라운드 삼성전자전 4세트에서는 승리, 이어 SK플래닛 스타크래프트 II 프로리그 12-13 3라운드 삼성전자전 3세트에서도 승리하면서 현재 김기현전 2연승 중이다.

#### 전태양
상대전적은 3:1 강세다. 본래는 빅파일 MSL 2010 서바이버 토너먼트 11조 패자전, 스타리그 듀얼 2012 시즌2 F조 2경기, SK플래닛 스타크래프트 II 프로리그 12-13 1라운드 제8게임단전 2세트까지 죄다 도재욱이 승리하면서 전승중이었으나, 3라운드 제8게임단전 1세트에서 패하면서 전승이 끊어졌다.

## 주요 기록

### 전적
|             | 경기 | 승-패   | 승률  |
| ----------- | ---- | ------- | ----- |
| 대 테란     | 114  | 71-43   | 62.3% |
| 대 저그     | 99   | 46–53   | 46.5% |
| 대 프로토스 | 93   | 54–38   | 58.1% |
| 총합        | 306  | 171–135 | 55.9% |

### 개인리그
스타크래프트 : 메이저 개인리그 준우승 1회

#### 스타크래프트
- 2008년 박카스 스타리그 2008 8강
- 2008년 EVER 스타리그 2008 준우승 (0:3 박성준)
- 2008년 인크루트 스타리그 2008 3위
- 2008년 곰TV TG삼보-인텔 클래식 2008 시즌2 8강
- 2008년 BATOO 스타리그 08~09 8강
- 2009년 박카스 스타리그 2009 36강
- 2010년 NATE MSL 2009 8강
- 2010년 하나대투증권 MSL 2010 32강
- 2010년 대한항공 스타리그 2010 Season 2 36강
- 2016년 2017 ASL (아프리카TV 스타리그) 시즌1 16강
- 2017년 2017 ASL (아프리카TV 스타리그) 시즌2 4강
- 2017년 2017 ASL (아프리카TV 스타리그) 시즌3 8강
- 2017년 2017 ASL (아프리카TV 스타리그) 시즌4 24강

#### 스타크래프트 II
- 2012년 옥션 올킬 스타리그 2012 16강